# Nikolaj Bohnfeldt
Nikolaj Dalsgaard Bohnfeldt er fra Sommersted. Han vandt i 2024 DM i skills som anlægsgartner. Han repræsenterer i 2025 Danmark ved EuroSkills i Herning som anlægsgartner.

## Referener
1. ↑  Blandt de bedste: Nikolaj fra Sommersted fik guld og en plads på landsholdet sammen med Magnus artikel i Ugeavisen Hadderslev 23. april 2024
2. ↑  Nikolaj Bohnfeldt. Deltager i EuroSkills 2025 som anlægsgartner. artikel på skillsdenmark.dk